# Monkey Island 2: LeChuck’s Revenge
Monkey Island 2: LeChuck's Revenge – komputerowa gra przygodowa typu wskaż i kliknij wydana w 1991 przez LucasArts jako sequel The Secret of Monkey Island. W 2009 roku gra została wydana ponownie pod tytułem Monkey Island 2 Special Edition: LeChuck's Revenge.

## Produkcja
Projektantem, podobnie jak w grze The Secret of Monkey Island był Ron Gilbert, który współpracował ponownie z Timem Schaferem i Dave'em Grossmanem. Podobnie jak w części pierwszej inspiracją dla Rona był tunel śmierci pod nazwą Piraci z Karaibów w Disneylandzie. Większy wpływ na tę część gry miała jednak książka Tima Powersa On Stranger Tides.

## Fabuła
Akcja gry rozgrywa się w fikcyjnym obszarze trzech wysp karaibskich kilka miesięcy po zakończeniu The Secret of Monkey Island. Gra rozpoczyna się w momencie, gdy Guybrush Threepwood wisząc na linie w jakiejś jaskini, rozmawia z Elaine Marley o wydarzeniach, które doprowadziły do tej sytuacji. Po tej scenie rozpoczyna się rozgrywka będąca retrospekcją większej części opowieści. Akcja zaczyna się na Scabb Island, w podróży Gyubrush będzie również poruszał się pomiędzy innymi wyspami: Phatt Island, Booty Island i ostatecznie Dinky Island.
Retrospekcja ma swój początek, gdy Gyubrush postanawia zdobyć sławny skarb Big Whoop i szuka statku, który by go mógł zabrać na wyspę, gdzie się ów skarb znajduje. Już na samym początku spotyka byłego mata LeChucka – Largo LaGrande, który nałożył embargo na całą wyspę. Gyubrush pokazuje La Grande brodę LeChucka i oznajmia mu, że ten już nie żyje. La Grande kradnie mu tę brodę, doprowadzając do wskrzeszenia złego pirata. Nasz bohater spotyka tu również Voodoo Lady, która odkrywa przed nim tajemnicę wielkiego skarbu, oznajmiając mu, że mapa skarbu Big Whoop jest podzielona na cztery części. Większość całej rozgrywki to właśnie poszukiwania wszystkich czterech części mapy.
Po wielu perypetiach na kolejnych wyspach i ostatecznie zdobyciu wszystkich części mapy, przy pomocy kartografa Willy'ego, Gyubrush dostaje się do twierdzy LeChucka, gdzie zostaje schwytany. Po zabawach z materiałami wybuchowymi nasz bohater dostaje się na Dinky Island gdzie spotyka Hermana Toothrota oraz jego papugę, która staje się pomocna w dalszych poszukiwaniach. Ostatecznie po znalezieniu miejsca, gdzie mógłby się znajdować ów skarb, retrospekcja się kończy.
Lina, na której wisiał Guybrush się urywa i wpada on w głąb serii korytarzy podziemnych, gdzie spotyka LeChucka. Tutaj poznaje swoją i LeChucka przeszłość i tutaj też historia ma swój finał.

## Dystrybucja
Gra została wydana w 1991 roku na dyskietkach na PC z grafiką VGA oraz na komputery Macintosh i Amigę. Później została wydana również na płytach CD.
W lipcu 2010 roku został wydany remake gry w specjalnym wydaniu Special Edition na Windows, PlayStation 3, iPhone, iPod, iPad i Xbox 360. W tym wydaniu gra posiadała ulepszoną grafikę, nową muzykę czy też nowy głos lektora. Gra oferowała możliwość włączenia w każdym momencie starej grafiki z oryginalnej gry, gracz mógł również wybrać sposób kierowania postacią według starego sposobu wskaż i kliknij albo według nowego, czyli bezpośrednio kontrolować ruchy Guybrusha przy użyciu np. dżojpada.

## Oceny
Magazyn Amiga Power określił grę jako najbardziej oczekiwaną grę 1992 roku. Wydanie gry z roku 1991 otrzymało wysokie oceny: GameRankings 89%, Gry-Online 8,5 pkt.
Wydanie gry z 2009 roku otrzymało w serwisie Game Rankings zbliżone oceny w zależności od platformy: 84%-88% (np. wersja na PC dostała 87%, a na PS3 – 85%); serwis Metacritic przyznał grze 87/100 pkt. W serwisie GRY-OnLine gra dostała ogólną ocenę 8,5 pkt.